# Západní Německo na Letních olympijských hrách 1988
Západní Německo na Letních olympijských hrách 1988 v jihokorejském Soulu reprezentovalo 347 sportovců (244 mužů a 103 žen) ve 24 sportech.

## Medailisté
| Medaile | Jméno | Sport             | Disciplína                                                  |
| ------- | --- | ----------------- | ----------------------------------------------------------- |
| Zlato   | Matthias Baumann Ralf Ehrenbrink Claus Erhorn Thies Kaspareit | Jezdectví         | Jezdecká všestrannost - družstva                            |
| Zlato   | Ludger Beerbaum Wolfgang Brinkmann Dirk Hafemeister Franke Sloothaak | Jezdectví         | Parkurové skákání - družstva                                |
| Zlato   | Nicole Uphoffová | Jezdectví         | Drezura - jednotlivci                                       |
| Zlato   | Reiner Klimke Ann-Kathrin Linsenhoff Monica Theodorescu Nicole Uphoff | Jezdectví         | Drezura - družstva                                          |
| Zlato   | Arnd Schmitt | Šerm              | Muži kord - jednotlivci                                     |
| Zlato   | Anja Fichtelová | Šerm              | Ženy fleret - jednotlivci                                   |
| Zlato   | Sabine Bauová Anja Fichtelová Zita Funkenhauserová Annette Klug Christiane Weber | Šerm              | Družstvo žen fleret                                         |
| Zlato   | Thomas Domian Armin Eichholz Manfred Klein Wolfgang Maennig Matthias Mellinghaus Thomas Möllenkamp Bahne Rabe Eckhardt Schultz Ansgar Wessling | Veslování         | Muži osmiveslice                                            |
| Zlato   | Sylvia Sperber | Sportovní střelba | Ženy 50 metrů libovolná malorážka 3×20 ran – polohový závod |
| Zlato   | Michael Gross | Plavání           | Muži 200 m motýlek                                          |
| Zlato   | Steffi Grafová | Tenis             | Ženy dvouhra                                                |
| Stříbro | Dieter Baumann | Atletika          | Muži 5 000 m                                                |
| Stříbro | Bernd Gröne | Cyklistika        | Muži silniční závod jednotlivců                             |
| Stříbro | Jutta Niehaus | Cyklistika        | Ženy silniční závod jednotlivců                             |
| Stříbro | Matthias Behr Thomas Endres Mathias Gey Ulrich Schreck Thorsten Weidner | Šerm              | Družstvo mužů fleret                                        |
| Stříbro | Elmar Borrmann Volker Fischer Thomas Gerull Alexander Pusch Arnd Schmitt | Šerm              | Družstvo mužů kord                                          |
| Stříbro | Sabine Bauová | Šerm              | Ženy fleret - jednotlivci                                   |
| Stříbro | Frank Wieneke | Judo              | Muži do 78 kg                                               |
| Stříbro | Marc Meiling | Judo              | Muži do 95 kg                                               |
| Stříbro | Stefan Blöcher Dirk Brinkmann Thomas Brinkmann Heiner Dopp Hans-Henning Fastrich Carsten Fischer Tobias Frank Volker Fried Horst-Ulrich Hänel Michael Hilgers Andreas Keller Michael Metz Andreas Mollandin Thomas Reck Christian Schliemann Eckhard Schmidt-Opper                             | Pozemní hokej     | Turnaj mužů                                                 |
| Stříbro | Peter-Michael Kolbe | Veslování         | Muži skif                                                   |
| Stříbro | Sylvia Sperber | Sportovní střelba | Ženy 10 metrů vzduchová puška                               |
| Stříbro | Stefan Pfeiffer | Plavání           | Muži 1500 m volný způsob                                    |
| Stříbro | Manfred Nerlinger | Vzpírání          | Muži nad 110 kg                                             |
| Stříbro | Gerhard Himmel | Zápas             | muži, řecko-římský do 100 kg                                |
| Bronz   | Norbert Dobeleit Edgar Itt Ralf Lübke Jörg Vaihinger | Atletika          | Muži štafeta 4 × 400 m                                      |
| Bronz   | Rolf Danneberg | Atletika          | Muži hod diskem                                             |
| Bronz   | Claudia Zaczkiewiczová | Atletika          | Ženy 100 m překážek                                         |
| Bronz   | Reiner Gies | Box               | Muži velterová váha do 63,5 kg                              |
| Bronz   | Robert Lechner | Cyklistika        | Muži 1000 m s pevným startem                                |
| Bronz   | Christian Henn | Cyklistika        | Muži silniční závod jednotlivců                             |
| Bronz   | Karsten Huck | Jezdectví         | Parkurové skákání - jednotlivci                             |
| Bronz   | Zita Funkenhauserová | Šerm              | Ženy fleret - jednotlivci                                   |
| Bronz   | Guido Grabow Volker Grabow Norbert Keßlau Jörg Puttlitz | Veslování         | Muži čtyřka bez kormidelníka                                |
| Bronz   | Johann Riederer | Sportovní střelba | Muži 10 metrů vzduchová puška                               |
| Bronz   | Uwe Kamps Oliver Reck Wolfgang Funkel Roland Grahammer Thomas Hörster Gunnar Sauer Michael Schulz Rudolf Bommer Holger Fach Gerhard Kleppinger Armin Görtz Thomas Häßler Olaf Janßen Christian Schreier Ralf Sievers Wolfram Wuttke Jürgen Klinsmann Fritz Walter Frank Mill Karl-Heinz Riedle | Fotbal            | Turnaj mužů                                                 |
| Bronz   | Thomas Fahrner Michael Gross Rainer Henkel Erik Hochstein | Plavání           | Muži štafeta 4 × 200 m volný způsob                         |
| Bronz   | Steffi Grafová Claudia Kohdeová-Kilschová | Tenis             | Ženy čtyřhra                                                |
| Bronz   | Peter Immesberger | Vzpírání          | Muži do 100 kg                                              |
| Bronz   | Martin Zawieja | Vzpírání          | Muži nad 110 kg                                             |